# Artis Magnæ, Sive de Regulis Algebraicis Liber Unus

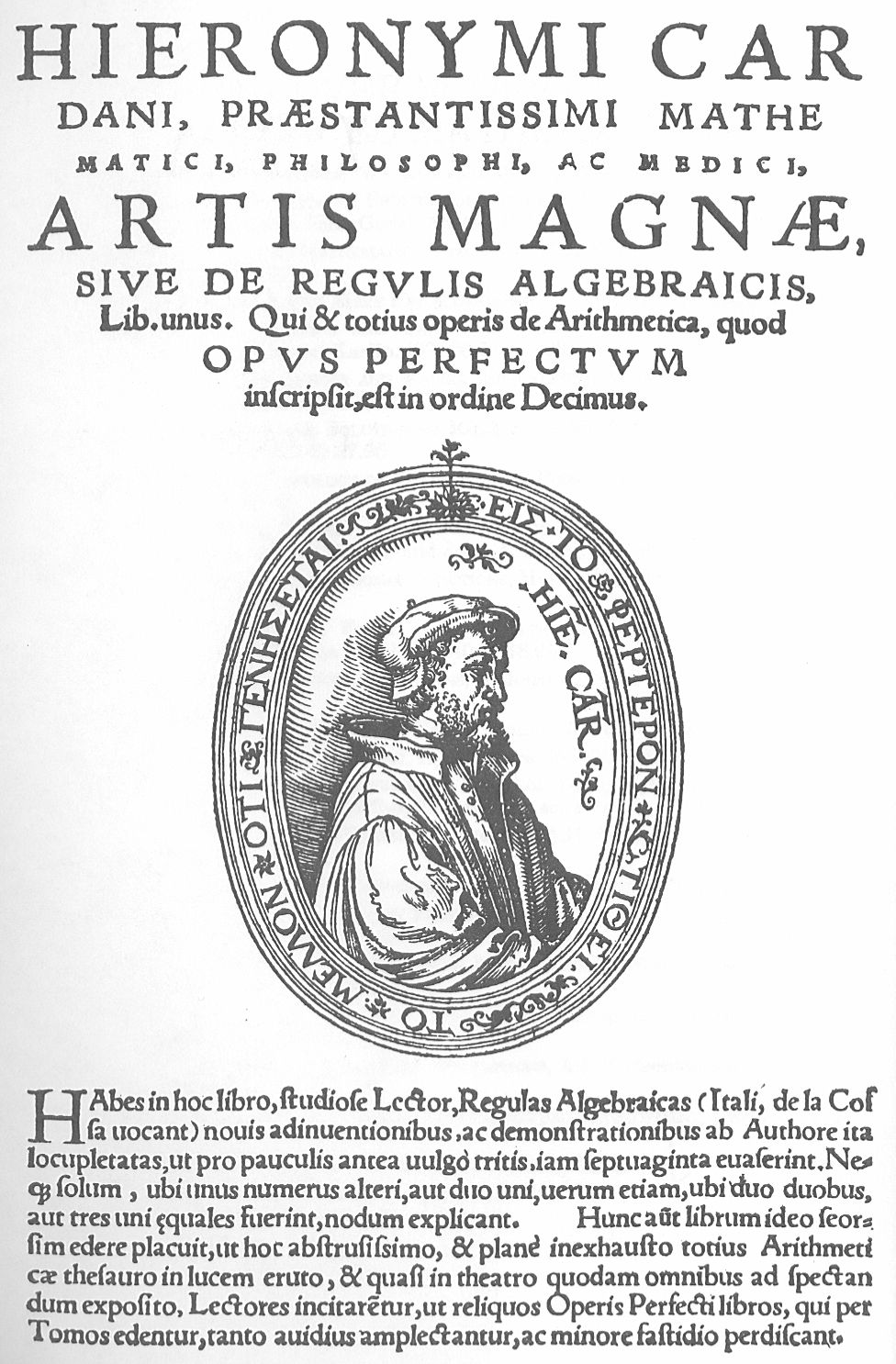
Strona tytułowa traktatu Cardana

Artis Magnæ, Sive de Regulis Algebraicis Liber Unus (w literaturze występuje także pod nazwami skróconymi: Artis Magnæ  lub Artis Magnæ. Sive de Regulis Algebraicis , lub Ars magna) – traktat matematyczny autorstwa Girolama Cardana, opublikowany w 1545 roku.

## Znaczenie dzieła dla rozwoju nauki
Dzieło Girolama Cardana autorzy Encyklopedii Britannica nazwali kamieniem milowym w rozwoju algebry. Traktat Artis Magnæ zapoczątkował nowożytną algebrę. Dzieło to zawiera kilkadziesiąt sposobów wyznaczania pierwiastków wielomianów drugiego, trzeciego oraz czwartego stopnia, a także wielomianów {\displaystyle x^{5}+1=4x^{3}+4x^{2}} oraz {\displaystyle x^{6}=x^{2}+1}. Cardano tworzył ścisłe dowody poszczególnych rozwiązań w interpretacji geometrycznej oraz formułował ogólne metody, w których zmiennymi były współczynniki równań, co było podejściem nowatorskim.
Kluczowym osiągnięciem Cardana przedstawionym w tym traktacie było przedstawienie rozwiązań równań trzeciego stopnia – współcześnie wzory na pierwiastki trzeciego stopnia noszą nazwę wzorów Cardana.
Dużą zasługą Cardana dla nowożytnej matematyki było sformułowanie pojęcia liczby fikcyjnej, która stała się podstawą do stworzenia przez Kartezjusza pojęcia liczby urojonej.

## Budowa traktatu
Traktat podzielony jest na wiele rozdziałów – każdy dotyczący metody rozwiązania równania innego typu, np. {\displaystyle x^{2}=ax+N} albo {\displaystyle ax^{2}=bx+N}. Jedynie rozdziały XI–XIII mają wspólny tytuł: O sześcianie i pierwszej potędze równych liczbie. Ogólnie. W rozdziałach tych rozważane są przypadki {\displaystyle x^{3}+ax=N,} {\displaystyle x^{3}=ax+N} tudzież {\displaystyle x^{3}+N=ax}.

## Artis MagnæCardana aGeometriaKartezjusza

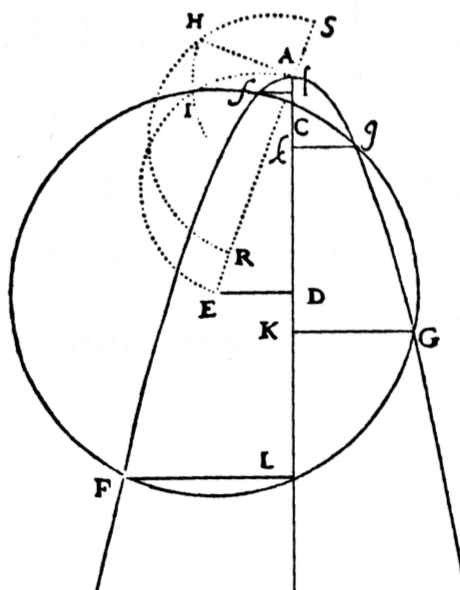
Jedna z „prostszych” konstrukcji Kartezjusza

Niewiadome w wielomianach przez Cardana oraz Kartezjusza były traktowane jako wielkości geometryczne. Co za tym idzie – {\displaystyle x} był odcinkiem, {\displaystyle x^{2}} – figurą płaską, a {\displaystyle x^{3}} – bryłą. Z powodu takich interpretacji, liczba ujemna nie mogła być pierwiastkiem. Cardano zauważył konieczność używania pierwiastków o wartości ujemnej, co następnie rozwinął Kartezjusz w Geometrii, formułując pojęcie pierwiastków prawdziwych i fałszywych.
Konstrukcje Cardana Kartezjusz próbował uprościć, wierząc w to, że jego metody są prostsze i bardziej zrozumiałe. Przykładowo, konstrukcja metody Cardana wyznaczenia pierwiastków równania {\displaystyle x^{3}=ax^{2}+bx+c} zajęła w Artis Magnæ ok. 50 stron, a konstrukcja metody Kartezjusza w Geometrii – zaledwie kilka stron.

Pozostaje jeszcze zauważyć, że ten sposób wyrażania wartości pierwiastków przez ich stosunek do boków pewnych sześcianów, których znamy jedynie objętość, nie jest w niczym bardziej rozumny, ani prostszy, niż wyrażenie ich przez stosunek, jaki mają do cięciw pewnych łuków lub części kół, dla których dane jest potrojenie, tak że wszystkie te równania sześcienne, które nie mogą być wyrażone przy pomocy reguły Cardana, mogą być wyrażone tak samo lub jaśniej przez zaproponowany tu sposób.